# Tomari (Naha)
Tomari (泊?) è un sobborgo di Naha, nelle prefettura di Okinawa  in Giappone, dove si trova il terminal del porto di Naha. Il terminal viene utilizzato da traghetti e navi passeggeri che collegano Naha alle isole circostanti.

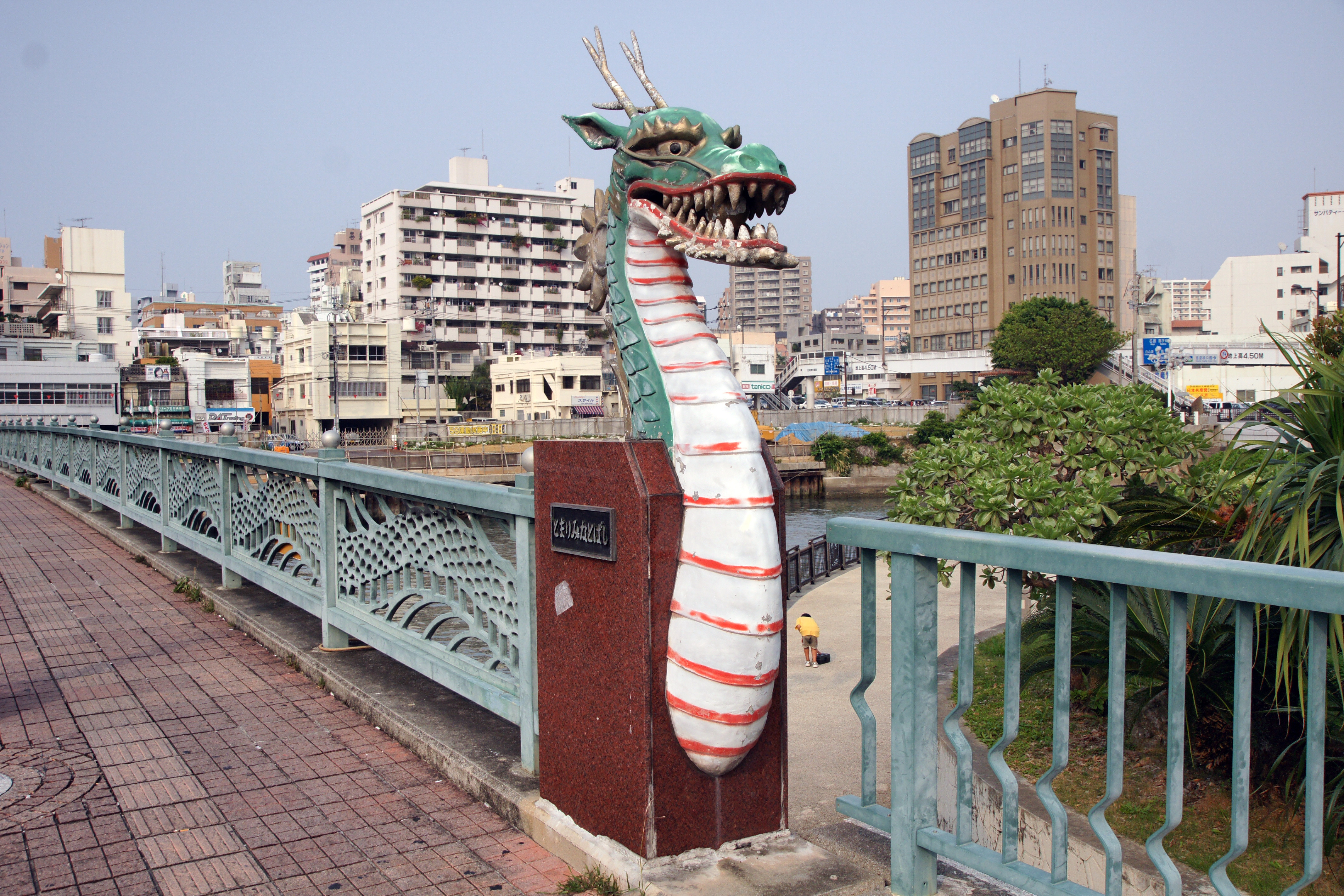
Molo del porto di Tomari

Prima che fosse fondata la città di Naha, Tomari era un magiri, un genere di municipalità. Tomari era il porto principale per le navi ryukyuane, che viaggiavano nelle isole Ryukyu, per il trasporto delle merci. I tributi provenienti dall'isola di Amami Ōshima erano gestiti dai funzionari locali a Tomari.
Tomari-te, uno stile di karate, ebbe origine a Tomari. Kyan Chōtoku e Chōki Motobu praticarono questo stile di karate di Okinawa.